# Srpski Miletić
glej tudi Svetozar Miletić, Sombor
Srpski Miletić (izvirno srbsko Српски Милетић; madžarsko Szerbmilitics) je naselje v Srbiji, ki upravno spada pod Občino Odžaci; slednja pa je del Zahodnobačkega upravnega okraja.

## Demografija
V naselju živi 2878 polnoletnih prebivalcev, pri čemer je njihova povprečna starost 40,2 let (38,9 pri moških in 41,4 pri ženskah). Naselje ima 1163 gospodinjstev, pri čemer je povprečno število članov na gospodinjstvo 3,04.
To naselje je, glede na rezultate popisa iz leta 2002, večinoma srbsko, a v času zadnjih treh popisov je opazno zmanjšanje števila prebivalcev.
|  |

| Demografija | Demografija     | Demografija     |
| Leto        | Št. prebivalcev | Št. prebivalcev |
| ----------- | --------------- | --------------- |
|             |                 |                 |
|             |                 |                 |
|             |                 |                 |
|             |                 |                 |
| 1948        | 4089            |                 |
| 1953        | 4000            |                 |
| 1961        | 4453            |                 |
| 1971        | 3839            |                 |
| 1981        | 3764            |                 |
| 1991        | 3663            | 3592            |
| 2002        | 3675            | 3538            |
|             |                 |                 |

| Etnična sestava po popisu iz leta 2002 | Etnična sestava po popisu iz leta 2002 | Etnična sestava po popisu iz leta 2002 | Etnična sestava po popisu iz leta 2002 | Etnična sestava po popisu iz leta 2002 |
| -------------------------------------- | -------------------------------------- | -------------------------------------- | -------------------------------------- | -------------------------------------- |
| Srbi                                   | Srbi                                   |                                        | 3.240                                  | 91,57%                                 |
| Črnogorci                              | Črnogorci                              |                                        | 52                                     | 1,46%                                  |
| Jugoslovani                            | Jugoslovani                            |                                        | 45                                     | 1,27%                                  |
| Hrvati                                 | Hrvati                                 |                                        | 22                                     | 0,62%                                  |
| Madžari                                | Madžari                                |                                        | 20                                     | 0,56%                                  |
| Romi                                   | Romi                                   |                                        | 16                                     | 0,45%                                  |
| Makedonci                              | Makedonci                              |                                        | 10                                     | 0,28%                                  |
| Slovaki                                | Slovaki                                |                                        | 5                                      | 0,14%                                  |
| Slovenci                               | Slovenci                               |                                        | 4                                      | 0,11%                                  |
| Nemci                                  | Nemci                                  |                                        | 3                                      | 0,08%                                  |
| Rusini                                 | Rusini                                 |                                        | 2                                      | 0,05%                                  |
| Romuni                                 | Romuni                                 |                                        | 2                                      | 0,05%                                  |
| Ukrajinci                              | Ukrajinci                              |                                        | 1                                      | 0,02%                                  |
| Muslimani                              | Muslimani                              |                                        | 1                                      | 0,02%                                  |
| Neznano                                | Neznano                                |                                        | 25                                     | 0,70%                                  |